# Giovanni Venturini

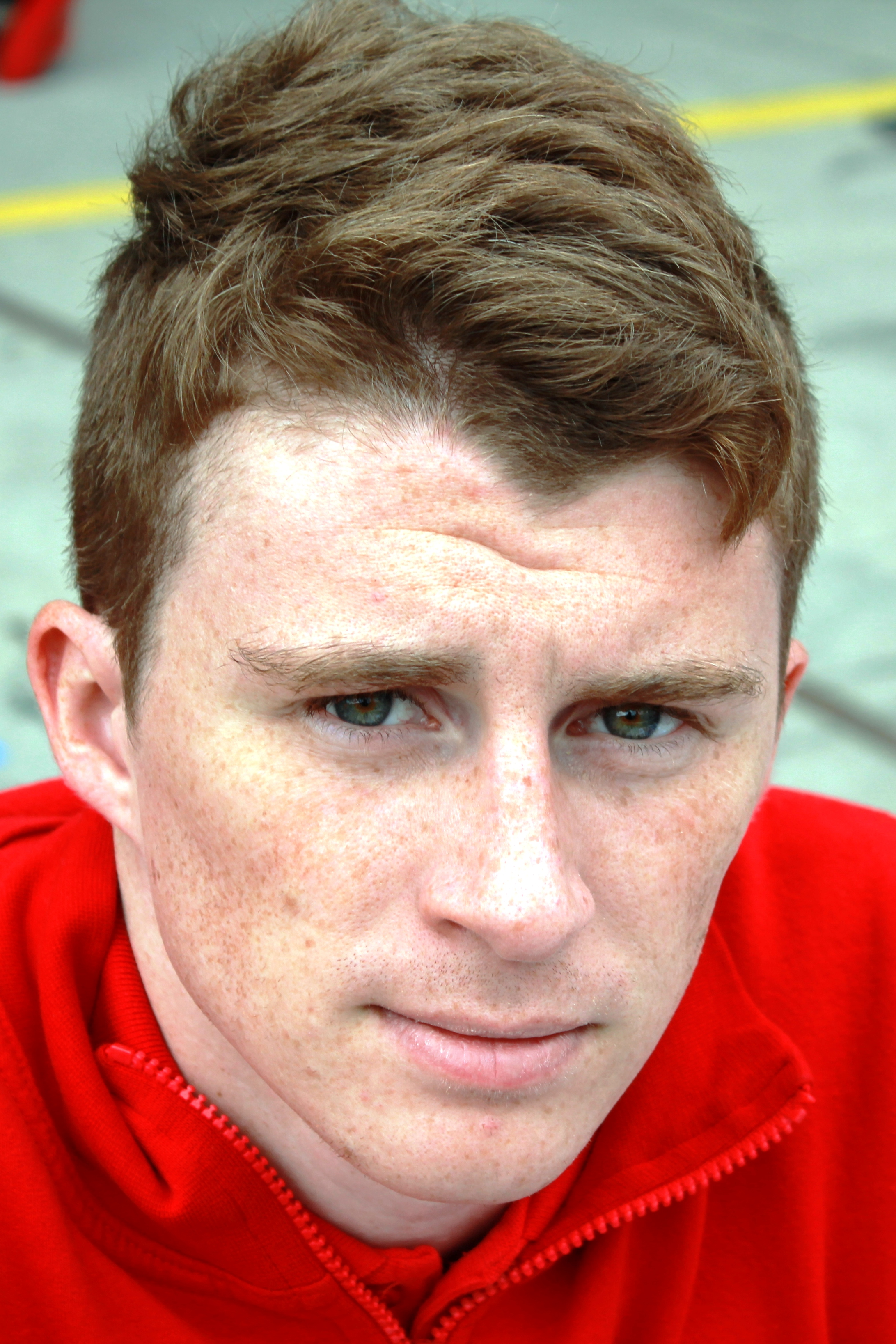
Giovanni Venturini (2012)

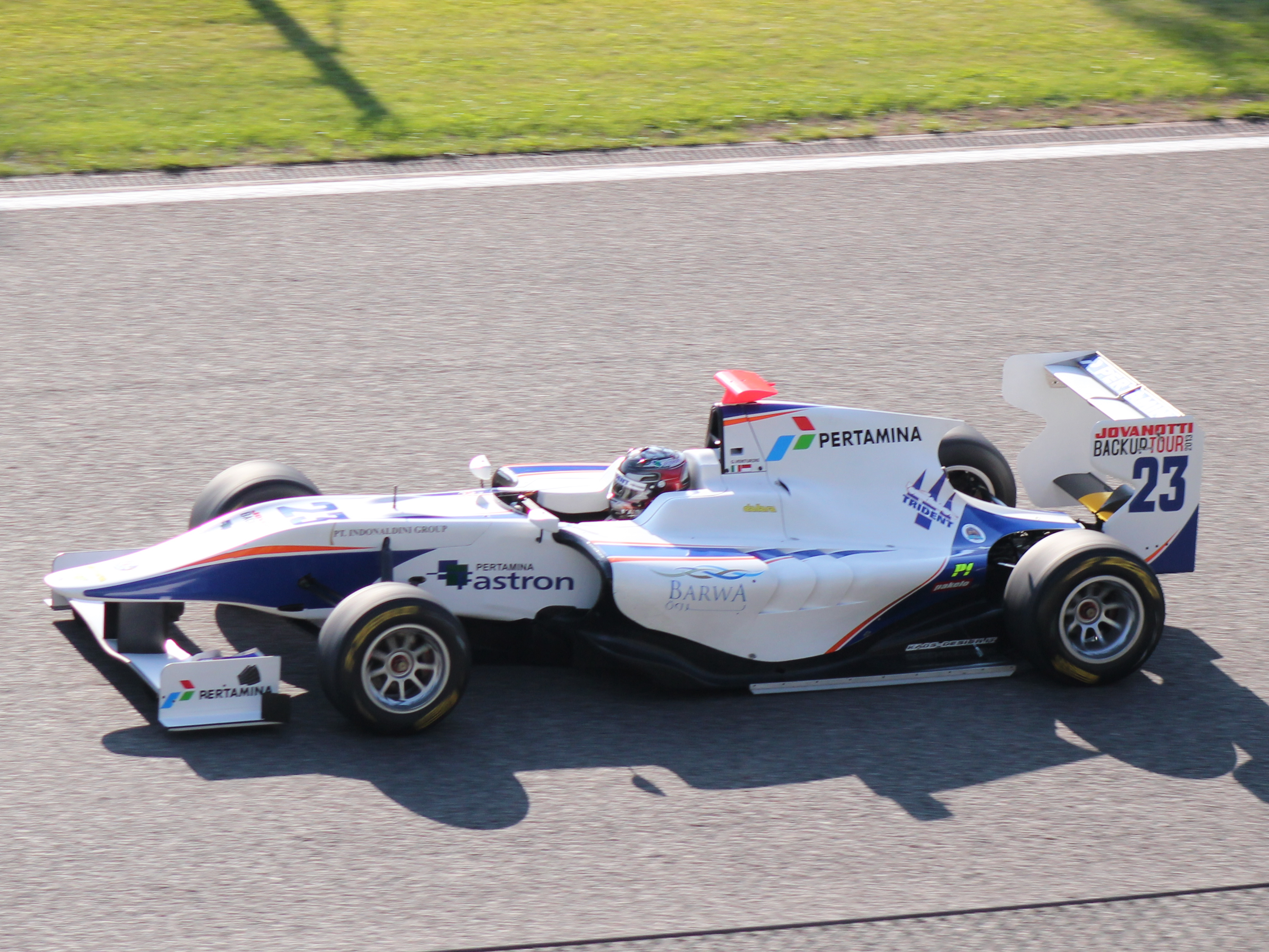
Giovanni Venturini beim GP3-Rennwochenende in Belgien 2013

Giovanni Venturini (* 9. November 1991 in Vicenza) ist ein italienischer Automobilrennfahrer. 2012 und 2013 trat er in der GP3-Serie an.

## Karriere
Nachdem Venturini nur kurzzeitig im Kartsport aktiv war, begann er seine Motorsportkarriere 2008 im Formelsport. Für CO2 Motorsport startend wurde er Zweiter in der Winter Trophy der italienischen Formel 2000 Light und Siebter in der Winterserie der portugiesischen Formel Renault. 2009 trat Venturini sowohl in der italienischen, als auch in der Schweizer Formel Renault an. Mit einem Sieg beendete er die italienische Formel Renault auf dem dritten Gesamtrang. In der Schweizer Formel Renault wurde er mit drei Siegen hinter Nico Müller Vizemeister. 2010 wechselte Venturini zu Epsilon Euskadi in den Formel Renault 2.0 Eurocup. Er entschied ein Rennen für sich und belegte den fünften Platz in der Gesamtwertung. Außerdem startete er für Epsilon Euskadi zu je einem Rennwochenende der britischen und der nordeuropäischen Formel Renault.
2011 ging Venturini für Durango in der Auto GP an den Start. Es gelang ihm, sein Debütrennen in Monza zu gewinnen. Nachdem er die ersten vier Rennen die Meisterschaftsführung innegehabt hatte, verlor er im Verlauf der Saison trotz eines weiteren Sieges einige Positionen und wurde schließlich Neunter in der Fahrerwertung. Gegen seinen Teamkollegen Giuseppe Cipriani setzte er sich mit 76 zu 2 Punkten deutlich durch. 2012 begann Venturini die Saison bei BVM Target in der Formel Renault 3.5. Nach dem vierten Rennwochenende verlor er sein Cockpit. Er wechselte in die GP3-Serie zu Trident Racing und bestritt fünf von acht Rennwochenenden. Er erzielte zwei dritte Plätze als beste Resultate. Venturini war der einzige Trident-Pilot, der Punkte geholt hatte. Er schloss die Saison auf dem 13. Platz der Fahrerwertung ab. 2013 blieb Venturini bei Trident in der GP3-Serie. In Silverstone gewann er das Sprintrennen. Venturini beendete die Saison auf dem 15. Gesamtrang. Er hatte 26 der 32 Punkte seines Rennstalls erzielt.

## Statistik

### Karrierestationen
| - 2008: Portugiesische Formel Renault, Winterserie (Platz 7) - 2008: Italienische Formel 2000 Light, Winterserie (Platz 2) - 2009: Schweizer Formel Renault (Platz 2) - 2009: Italienische Formel Renault (Platz 3) | - 2010: Formel Renault 2.0 Eurocup (Platz 5) - 2010: Nordeuropäische Formel Renault (Platz 26) - 2010: Britische Formel Renault (Platz 29) - 2011: Auto GP (Platz 9) | - 2012: GP3-Serie (Platz 13) - 2012: Formel Renault 3.5 (Platz 25) - 2013: GP3-Serie (Platz 15) |

### Einzelergebnisse in der GP3-Serie
| Jahr | Team           | 1   | 2   | 3   | 4   | 5   | 6   | 7   | 8   | 9   | 10  | 11  | 12  | 13  | 14  | 15  | 16  | Punkte | Rang |
| ---- | -------------- | --- | --- | --- | --- | --- | --- | --- | --- | --- | --- | --- | --- | --- | --- | --- | --- | ------ | ---- |
| 2012 | Trident Racing | ESP | ESP | MON | MON | ESP | ESP | GBR | GBR | GER | GER | HUN | HUN | BEL | BEL | ITA | ITA | 31     | 13.  |
| 2012 | Trident Racing |     |     |     |     |     |     | 13  | 16  | 3   | 8   | 11  | DNF | 9   | 9   | 8   | 3   | 31     | 13.  |
| 2013 | Trident Racing | ESP | ESP | ESP | ESP | GBR | GBR | GER | GER | HUN | HUN | BEL | BEL | ITA | ITA | UAE | UAE | 26     | 15.  |
| 2013 | Trident Racing | 12  | 8   | 15  | 13  | 8   | 1   | 16  | 14  | 9   | 6   | 11  | 11  | 11  | DNF | 11  | 9   | 26     | 15.  |